# Tarkacsu
Tarkacsu, Tarhacsi vagy Tarhos (középgörög nyelven Tarkatzusz) Árpád fejedelem második legidősebb fia. Létezéséről Bíborbanszületett Konstantintól tudunk, akinek 948 körül a nála járt magyar küldöttség beszélt a magyarokról és Árpád családjáról.

## Nevének eredete
Németh Gyula nevét a tarkan méltóságnév kicsinyítőképzős alakjának tartotta. Pais Dezső a 'keletkezik' jelentésű török igéből származtatta. Ennek alapján ő és Kristó Gyula Liüntikával tartották személyét azonosnak.

## Szállásterülete
Györffy György a magyarok esetén úgynevezett félnomád, téli-nyári legelőváltó életmódot feltételezett, melynek során Árpád és fiai is egy-egy folyó mentén – az állatok vízigénye miatt – vándoroltak téli és nyári szállásuk között. A helynevek vizsgálata során arra a következtetésre jutott, hogy a fejedelmek szállásváltó területe a Duna bal partja volt, Árpád Pécs és a Csepel-sziget között „nomadizált”, s fiainak téli szállásai a Duna két oldalán, Tolna és Kalocsa környékén voltak. Ez a rendszer csak akkor jöhetett létre, amikor a magyarok már elfoglalták Pannóniát, azaz 900 után. Valószínűleg nagyon hamar létrejött, mert Kurszán halála (904) után már módosulása is megfigyelhető, amikor Árpád a Duna mentét a Csallóközig birtokba vette, magáéhoz csatolva Kurszán szállásterületét is.
Eszerint Tarkacsu téli szállását a Tolnavár közeli Tarhacsia-puszta őrzi, és szállásváltó mozgását a Sió–Kapos–Szék patak mentén végezte nyári szállásáig, a mai Tarrósig. Utódai, Tevel és Tormás neve szintén előfordul a környéken, valószínűleg ez lett az ágából származó nemzetség törzsterülete, ami körül később Tolna vármegye kialakult.
Tarkacsu szállására utal helynév az Al-Dunánál Keve vármegye területén, ami a honfoglalás után a kabarok egyik területe, a rendszerint a trónörökös hercegeket megillető dukátus része volt. A Békés vármegyei Tarhos a bihari dukátus szélén, egy Heves vármegyei szálláshelye pedig a kabarokhoz köthető Aba nemzetség szállásterületére esik.

## Élete
Amennyiben igaz Györffy György feltételezése arról, hogy Árpádot Szabolcs vezér követte a főhatalomban, s ekkor Tarkacsu még életben volt, akkor esetleg ő lehetett Szabolcs mellett a trónörökös, amire a trónörököst megillető dukátusban birtokolt szállásterületei utalhatnak, és trónörökösként ő lehetett a kabarok vezetője.
Neve Dursac alakban előfordul a 921–922-es itáliai hadjárat egyik vezetőjeként Bursac/Bogát társaságában. Liudprand szerint Dursak és Bogát igen jó barátságban volt Berengár itáliai királlyal, aki ekkor a császári címet is viselte. Az Itáliába induló magyarok segítettek neki leszámolni ellenfeleivel, akik éppen Veronában gyűltek össze. A magyarok sikerrel meglepték Berengár ellenfeleit lemészárolva vagy foglyul ejtve őket.
Néhányan, köztük Kristó Gyula, úgy gondolják, hogy Árpád után ő lett a nagyfejedelem.

## Utódai
A 948 körül Bizáncban járt magyar küldöttségnek – amelynek vezetője Bulcsú harka volt – tagja volt Tormás is. A küldöttség elbeszéléséből szerzett információkat a császár, Bíborbanszületett Konstantin művében az utókorra hagyta, innen tudjuk, hogy Tarkacsu fia volt Teveli, az ő fia pedig, Tarkacsu unokája Tormás herceg.
A 955-ös augsburgi csata következményeit Árpád két fiának ága úszta meg, Tarkacsué és a végül a nagyfejedelmi majd királyi hatalmat magához ragadó Zoltáé. Jutas és Üllő ága, úgy tűnik, ekkor kivérzett, Liüntikának pedig nem tudunk utódairól.
Hóman Bálint és Györffy György szerint Tar Zerind, Koppány apja, szintén Teveli fia és így Tarkacsu unokája volt. Tarkacsu és Zolta ága közül végül Koppány és Szent István főhatalomért folytatott küzdelme során győzött Zolta ága.